# Overstromingen in Suriname 2006
Er vonden overstromingen in Suriname in mei 2006 plaats als gevolg van zware regenbuien. Zware overstromingen ontstonden rond de Surinamerivier bij de plaats Pokigron, dat het zwaarst werd getroffen. Ook de Tapanahony, de Lawa en de Marowijne traden buiten hun oevers.

## Schade
Zeker 175 dorpen waren getroffen en 70 dorpen stonden voor het grootste deel onder water. Het betrof veelal Marrons. Velen van hen vluchtten naar familieleden in hoger gelegen dorpen. Volgens bejaarden in de getroffen gebieden had een dergelijke situatie zich nog nimmer voorgedaan, ook niet bij extreme neerslag in het verleden.
Inheemsen woonachtig in dorpen in de Sipaliwinisavanna, zijn op 10 mei 2006 de grens overgestoken naar Brazilië op zoek naar voedsel. Ook zijn alle bewoners van het Wayanadorp Kawemhakan naar het naburige Frans-Guyana getrokken, omdat hun dorp volledig was ondergelopen. Over hun toestand is niets bekend. De hevige regenval heeft grote delen van achttien Trio- en Wayanadorpen in Zuid-Suriname overstroomd. Totaal waren circa 2800 personen gedupeerd. Aan de rivieren de Sipaliwini, de Lucie en de Corantijn waren alle kostgronden en dorpen deels ondergelopen, volgens de Ware Tijd van 12 mei 2006.
Medische posten en scholen waren onder water gelopen. In sommige dorpen steeg het water tot vijf meter hoogte. Hutten en huizen spoelden door de sterke stroming weg of werden van hun fundament losgerukt. Winkelvoorraden spoelden weg en gebruiksvoorwerpen zoals kettingzagen en vriezers waren onbruikbaar geworden. Kostgrondjes konden niet meer bewerkt worden. De rijstoogst was verloren en padievoorraden werden weggespoeld. In het Brokopondostuwmeer in Zuid-Suriname steeg het water binnen een paar dagen met ongeveer een meter. Er zijn drie dodelijke slachtoffers gevallen, alle drie kinderen.
Begin 2005 kampte het gebied langs de Boven-Surinamerivier nog met extreme droogte waarbij rivieren en kreken kwamen droog te liggen en voedseltransport zeer moeizaam plaatsvond.

## Hulp
Op dinsdag 9 mei 2006 besloten de Samenwerkende Hulporganisaties een gironummer te openen voor de slachtoffers. De slogan Samen voor Suriname werd voor deze inzamelingsactie gebruikt.
Op 10 mei 2006 vroeg president Ronald Venetiaan het buitenland om hulp. Hij verklaarde de getroffen regio's op 9 mei tot rampgebied. Nederland zegde 1 miljoen euro voor noodhulp toe; België 100.000 euro. Nederland stuurde verder op verzoek van de Surinaamse regering een team deskundigen. De gemeenten Amsterdam en Rotterdam doneerden beide 250.000 euro voor hulp in het getroffen gebied. De Surinaamse bevolking in Amsterdam was intussen zelf begonnen met een inzamelingsactie. Ook de jaarlijkse wedstrijd van de Suriprofs tegen een selectie van spelers uit de Eerste Divisie, stond in het teken van de overstromingen. Als bijdrage aan de collecte voor de Overstromingen in Suriname in mei 2006 schreef Ronald Snijders het lied Flood in Suriname, dat op CD werd uitgebracht en gezongen door Denise Jannah, Gerda Havertong, Jörgen Raymann, Oscar Harris en Max Nijman.

## Oorzaken
Uit statistische analyses kwam geen verband naar boven met het natuurverschijnsel El Niño in de Stille Oceaan. Hydro-meteoroloog Sieuwnath Naipal van de Anton de Kom Universiteit noemde de volgende oorzaken voor de wateroverlast:
- Opwarming van de aarde: de temperatuur in Suriname zou in 30 jaar tijd met anderhalve graad zijn gestegen, terwijl dat in de hele eeuw daarvoor slechts een halve graad was.

- De ligging van het Boven-Surinamegebied aan de windzijde van het Eilerts de Haangebergte, het Van Asch van Wijkgebergte en het Wilhelminagebergte maakt het van oudsher een regenrijk gebied. De wind voert warme lucht aan en veroorzaakt neerslag (stuwingsregens).

- Extreme regenval: doorgaans valt in Suriname 2500 tot 3000 millimeter regen per jaar. In het Boven-Surinamegebied viel nu 450 millimeter neerslag in enkele dagen. Naast de regentijd zorgt de intertropische convergentiezone voor extra neerslag. De regen viel in een relatief uitgestrekt gebied, waarbij het water ook niet kon wegzakken in de grond omdat die al verzadigd was vanwege de regentijd.

- Dicht bij de zwaar getroffen dorpen Asidonhopo, Dangogo I en Dangogo II ligt de oorsprong van de Boven-Surinamerivier en de Marowijne, en ook de Pikin Rio en de Gran Rio komen hier bijeen. Bij zware regen zorgt dit op die plek voor heel veel water tegelijk.

Anderen suggereren dat de extreme weersomstandigheden te maken hebben met een onderlinge twist rond de benoeming van Belfon Aboikoni tot stamhoofd van de Saramaccaners. Recent werd hij hierom ontvoerd uit zijn residentie in Asidonhopo naar het voorouderdorp Dangogo. Om de oergeesten gunstig te stemmen heeft Aboikoini op 8 mei samen met enkele stamoudsten enkele riten uitgevoerd bij de rivier. Met het aanroepen van voorouders, overleden voorgangers, opperhoofden van de inheemsen en mama Sranan richtte hij een smeekbede tot de rivieren Gran Rio en Pikin Rio om zijn volk te sparen. Het ritueel vond plaats op een stenen plateau aan de voorzijde van de airstrip te Djoemoe, waar door de eeuwen heen de hulp van de voorouders en de Almachtige zijn afgeroepen. In het verleden zouden stamleiders bij extreme droogte redding hebben gebracht door tot de rivier te praten.

## Rampbestrijding en preventie in de toekomst
Aanleg van een centraal databestand kan helpen om natuurrampen als extreme droogte of overstromingen beter te voorspellen, aldus Naipal in De Ware Tijd. Momenteel verloopt de dataverzameling versnipperd en ongestructureerd. Afstemming tussen de ministeries van Regionale Ontwikkeling, Openbare Werken en Ruimtelijke Ordening en Grond- en Bosbeheer kan hierin verbetering brengen. Het gaat om meteorologische en klimatologische gegevens, data over bodemgesteldheid, vegetatie, mate van ontbossing en verandering in rivierstromen. Ook zijn investeringen in apparatuur noodzakelijk, voor de inzet van satellieten en de plaatsing van meetstations in verafgelegen gebieden. De meteorologische dienst meet bijvoorbeeld de neerslag slechts tot aan de Tafelberg. Hoeveel er valt in het Eilerts de Haangebergte of het Käysergebergte is onbekend.
De Organisatie van Inheemsen in Suriname (OIS) vraagt om diepgaand onderzoek naar de oorzaken van de ramp, op korte termijn. De OIS stelt dat menselijk ingrijpen in het ecosysteem van het binnenland sterk heeft bijgedragen aan de huidige noodtoestand: de ongecontroleerde goudwinning en houtkap en ook de bauxietwinning.
Vicepresident Ramdien Sardjoe heeft de overstroming onder de aandacht gebracht op de top van Europese, Latijns-Amerikaanse en Caribische landen (EU-LAC) in Wenen, Oostenrijk. In de slotverklaring werd vastgelegd dat "speciale aandacht zal worden geschonken aan samenwerking op gebied van klimaatverandering, woestijnvorming, energie, water, biodiversiteit, bossen en chemisch beheer".